# Soğukpınar, Korgan
Soğukpınar là một xã thuộc huyện Korgan, tỉnh Ordu, Thổ Nhĩ Kỳ. Dân số thời điểm năm 2010 là 387 người.